# Combretum fruticosum
Escova-de-macaco-alaranjada, escovinha ou flor-de-fogo (Combretum fruticosum) é uma trepadeira lenhosa nativa do Brasil, Guiana, Venezuela, Bolívia, Colômbia, Equador, Peru, Paraguai, Uruguai, Belize, Costa Rica, El Salvador, Guatemala, Honduras, Nicarágua,Panamá e México.
O nome se deve ao formato da inflorescência, densa, com flores dispostas em forma de uma escova. A cor alaranjada se deve aos longos estames.
As folhas novas são bronzeadas, aumentando a beleza dessa planta ornamental que é usada em caramanchões e cercas.
Suas flores atraem beija-flores.
Cresce a pleno sol, em solo fértil e permeável. Tolera geadas.
Multiplica-se por sementes ou por estacas cortadas no fim do inverno.